# Lola Karimova

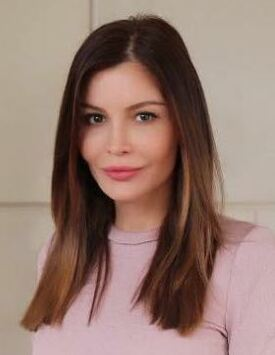
Lola Karimova-Tillyaeva (2019)

Lola Islomovna Karimova-Tillyaeva (früher Lola Islomovna Karimova; russisch Лола Исламовна Каримова-Тилляева Lola Islamowna Karimowa-Tilljajewa; * 3. Juli 1978 in Taschkent, Usbekische SSR) ist eine usbekische Diplomatin und Unternehmerin. Sie war von 2008 bis 2018 Botschafterin ihres Landes bei der UNESCO.

## Leben
Lola Karimova ist die jüngere Tochter des usbekischen Staatspräsidenten Islom Karimov und bezichtigt ihre Schwester Gulnara der Korruption und Charakterschwäche. Lola ist verheiratet und hat zwei Töchter und einen Sohn.
Sie ist Gründerin der Stiftung „Du bist nicht allein“ (usbekisch Sen Yolg'iz Emassan, englisch You are not alone).
Sie wohnt in einer 40-Millionen-Dollar-Villa in Genf. Karimova sagt, dass sie belarussische Wurzeln habe.